# Speedcubing-Weltmeisterschaften 2003
Die 2. Speedcubing-Weltmeisterschaften wurden vom 23. bis 24. August 2003 im Ontario Science Centre in Toronto ausgetragen. 88 Teilnehmer aus 15 Ländern traten in 14 Disziplinen an. Das Turnier ist der zweite große Zauberwürfel-Wettbewerb nach der Speedcubing-Weltmeisterschaft 1982 und wurde von Ron van Bruchem, Chris Hardwick, Ton Dennenbroek, Dan Gosbee und Seven Towns organisiert. Der Anlass für eine Weltmeisterschaft nach 21 Jahren war die Entstehung einer neuen Internet-Speedcubing-Community in den späten 90ern. Nach der erfolgreichen Durchführung der Weltmeisterschaft 2003 gründete Ron van Bruchem zusammen mit Tyson Mao die World Cube Association, eine Organisation, die weltweit jährlich hunderte von Speedcubing Turnieren organisiert.

## Weltrekorde
Folgende Weltrekorde wurden in diesem Turnier aufgestellt:
- Dan Knights in der Disziplin 3×3×3; 16,71 Sekunden (Einzelergebnis)
- Jess Bonde in der Disziplin 3×3×3; 16,53 Sekunden (Einzelergebnis)
- Dan Knights in der Disziplin 3×3×3; 20,00 Sekunden (Durchschnitt)
- David Wesley in der Disziplin 4×4×4; 1 Minute 30,57 Sekunden (Durchschnitt)
- Masayuki Akimoto in der Disziplin 4×4×4; 1 Minute 20,16 Sekunden (Einzelergebnis)
- David Wesley in der Disziplin 5×5×5; 2 Minuten 19,69 Sekunden (Einzelergebnis)
- David Wesley in der Disziplin 5×5×5; 2 Minuten 50,68 Sekunden (Durchschnitt)
- Masayuki Akimoto in der Disziplin 5×5×5; 2 Minuten 50,45 Sekunden (Durchschnitt)
- Dror Vomberg in der Disziplin 3×3×3 Blind; 3 Minuten 56,00 Sekunden (Einzelergebnis)
- Mirek Goljan in der Disziplin 3×3×3 Fewest Moves; 29 Züge (Einzelergebnis)
- Dror Vomberg in der Disziplin 4×4×4 Blind; 22 Minuten 35,00 Sekunden (Einzelergebnis)
- Chris Hardwick in der Disziplin 3×3×3 einhändig; 44,98 Sekunden (Einzelergebnis)
- Andy Bellenir in der Disziplin Pyraminx; 14,09 Sekunden (Einzelergebnis)
- Grant Tregay in der Disziplin Megaminx; 2 Minuten 12,82 Sekunden (Einzelergebnis)
- Lars Vandenbergh in der Disziplin Square-1; 41,80 Sekunden (Einzelergebnis)
- Jaap Scherphuis in der Disziplin Clock; 38,97 Sekunden (Einzelergebnis)
- Jaap Scherphuis (Niederlande) in der Disziplin Magic 3,06 Sekunden (Einzelergebnis)
- Jaap Scherphuis (Niederlande) in der Disziplin Master Magic 8,22 Sekunden (Einzelergebnis)

## Ergebnisse
Im Folgenden sind die ersten drei Plätze in den jeweiligen Disziplinen aufgelistet (Das entscheidende Ergebnis ist fett hervorgehoben):

### 3×3×3
| Platz | Teilnehmer       | Durchschnittszeit in Sekunden | Zeiten aller Lösungsversuche in Sekunden | Zeiten aller Lösungsversuche in Sekunden | Zeiten aller Lösungsversuche in Sekunden | Zeiten aller Lösungsversuche in Sekunden | Zeiten aller Lösungsversuche in Sekunden |
| ----- | ---------------- | ----------------------------- | ---------------------------------------- | ---------------------------------------- | ---------------------------------------- | ---------------------------------------- | ---------------------------------------- |
| 1.    | Dan Knights      | 20,00                         | 21,13                                    | 19,93                                    | 18,95                                    | 22,07                                    | 18,76                                    |
| 2.    | Jessica Fridrich | 20,48                         | 27,53                                    | 22,22                                    | 17,33                                    | 17,12                                    | 21,88                                    |
| 3.    | David Wesley     | 20,96                         | 24,87                                    | 21,82                                    | 19,81                                    | 19,84                                    | 21,22                                    |

### 4×4×4
| Platz | Teilnehmer       | Durchschnittszeit in Minuten:Sekunden | Zeiten aller Lösungsversuche in Minuten:Sekunden | Zeiten aller Lösungsversuche in Minuten:Sekunden | Zeiten aller Lösungsversuche in Minuten:Sekunden |
| ----- | ---------------- | ------------------------------------- | ------------------------------------------------ | ------------------------------------------------ | ------------------------------------------------ |
| 1.    | Masayuki Akimoto | 1:36,98                               | 1:43,40                                          | 1:27,06                                          | 1:40,49                                          |
| 2.    | David Wesley     | 1:45,88                               | 1:57,47                                          | 1:32,46                                          | 1:47,72                                          |
| 3.    | Ron van Bruchem  | 1:57,75                               | 1:42,95                                          | 2:00,83                                          | 2:09,48                                          |

### 5×5×5
| Platz | Teilnehmer       | Durchschnittszeit in Minuten:Sekunden | Zeiten aller Lösungsversuche in Minuten:Sekunden | Zeiten aller Lösungsversuche in Minuten:Sekunden | Zeiten aller Lösungsversuche in Minuten:Sekunden |
| ----- | ---------------- | ------------------------------------- | ------------------------------------------------ | ------------------------------------------------ | ------------------------------------------------ |
| 1.    | Masayuki Akimoto | 2:50,45                               | 2:56,76                                          | 2:47,62                                          | 2:46,96                                          |
| 2.    | David Wesley     | 2:56,29                               | 3:07,69                                          | 3:01,56                                          | 2:39,62                                          |
| 3.    | Grant Tregay     | 3:41,96                               | 3:55,13                                          | 3:40,22                                          | 3:30,52                                          |

### 3×3×3 Blind
| Platz | Teilnehmer       | Ergebnis in Minuten:Sekunden |
| ----- | ---------------- | ---------------------------- |
| 1.    | Dror Vomberg     | 3:56,00                      |
| 2.    | Shotaro Makisumi | 6:35,00                      |
| 3.    | Dan Knights      | DNF                          |

### 3×3×3 Fewest Moves
| Platz | Teilnehmer   | Ergebnis |
| ----- | ------------ | -------- |
| 1.    | Mirek Goljan | 29       |
| 2.    | David Barr   | 36       |

### 3×3×3 einhändig
| Platz | Teilnehmer       | Zeiten aller Lösungsversuche in Minuten:Sekunden | Zeiten aller Lösungsversuche in Minuten:Sekunden |
| ----- | ---------------- | ------------------------------------------------ | ------------------------------------------------ |
| 1.    | Chris Hardwick   | 44,98                                            | 1:00,45                                          |
| 2.    | Michael Atkinson | 54,04                                            | 1:20,52                                          |
| 3.    | Grant Tregay     | 1:36,99                                          | 1:02,05                                          |

### Clock
| Platz | Teilnehmer       | Ergebnis in Sekunden |
| ----- | ---------------- | -------------------- |
| 1.    | Jaap Scherphuis  | 38,97                |
| 2.    | Jasmine Lee      | 42,00                |
| 3.    | Lars Vandenbergh | 45,52                |

### Megaminx
| Platz | Teilnehmer        | Ergebnis in Minuten:Sekunden |
| ----- | ----------------- | ---------------------------- |
| 1.    | Grant Tregay      | 2:12,82                      |
| 2.    | Richard Patterson | 4:12,38                      |
| 3.    | Ron van Bruchem   | 4:26,56                      |

### Pyraminx
| Platz | Teilnehmer    | Ergebnis in Sekunden |
| ----- | ------------- | -------------------- |
| 1.    | Andy Bellenir | 14,09                |
| 2.    | Jake Rueth    | 19,85                |
| 3.    | Jeff Goetz    | 29,50                |

### Square-1
| Platz | Teilnehmer       | Ergebnis in Minuten:Sekunden |
| ----- | ---------------- | ---------------------------- |
| 1.    | Lars Vandenbergh | 41,80                        |
| 2.    | Jeff Goetz       | 1:42,12                      |
| 3.    | Ron van Bruchem  | 2:14,28                      |

### 4×4×4 Blind
| Platz | Teilnehmer   | Ergebnis in Minuten:Sekunden |
| ----- | ------------ | ---------------------------- |
| 1.    | Dror Vomberg | 22:35,00                     |

### 5×5×5 Blind
| Platz | Teilnehmer   | Zeiten aller Lösungsversuche | Zeiten aller Lösungsversuche |
| ----- | ------------ | ---------------------------- | ---------------------------- |
| 1.    | Dror Vomberg | DNF                          | DNF                          |

### Magic
| Platz | Teilnehmer      | Zeiten aller Lösungsversuche in Sekunden | Zeiten aller Lösungsversuche in Sekunden | Zeiten aller Lösungsversuche in Sekunden |
| ----- | --------------- | ---------------------------------------- | ---------------------------------------- | ---------------------------------------- |
| 1.    | Jaap Scherphuis | 5,34                                     | 3,19                                     | 3,06                                     |
| 2.    | Jake Rueth      | 3,27                                     | 4,71                                     | 4,30                                     |
| 3.    | Jon Morris      | 5,33                                     | 4,53                                     | 4,51                                     |

### Master Magic
| Platz | Teilnehmer      | Zeiten aller Lösungsversuche in Sekunden | Zeiten aller Lösungsversuche in Sekunden | Zeiten aller Lösungsversuche in Sekunden |
| ----- | --------------- | ---------------------------------------- | ---------------------------------------- | ---------------------------------------- |
| 1.    | Jaap Scherphuis | 9,91                                     | 13,92                                    | 8,22                                     |
| 2.    | Kevin Brandon   | 8,45                                     | 8,47                                     | 8,62                                     |
| 3.    | Kenneth Brandon | 13,02                                    | 10,78                                    | 9,34                                     |